# Mochales
Mochales ist ein zentralspanischer Ort und eine Gemeinde (municipio) mit 35 Einwohnern (Stand: 2024) im Osten der Provinz Guadalajara in der Autonomen Gemeinschaft Kastilien-La Mancha in Zentralspanien. 

## Lage und Klima
Mochales liegt im Iberischen Gebirge in einer Höhe von 985 m. Die Entfernung zur westsüdwestlich gelegenen Provinzhauptstadt Guadalajara beträgt ca. 100 Kilometer (Fahrtstrecke). Das Klima ist warm und gemäßigt; die Niederschläge verteilen sich über die Sommer- und Wintermonate (509 mm/Jahr).

## Bevölkerungsentwicklung
| Jahr      | 1960 | 1970 | 1981 | 1991 | 2001 | 2011 | 2021 |
| Einwohner | 380  | 281  | 183  | 154  | 102  | 62   | 40   |

## Sehenswürdigkeiten
- Peterskirche